# Račice (Račice-Pístovice)
Račice jsou jedna ze dvou vesnic tvořících obec Račice-Pístovice v severozápadní části okresu Vyškov v Jihomoravském kraji.
Ves má bohatou historii. Dominantou je zámek Račice nad jihozápadní částí vesnice, původně gotický hrad ze 14. století přestavěný v letech 1568–1585 Hanušem Haugvicem z Biskupic na renesanční zámek, jenž v 19. století dostal empírovou podobu.
Obec je též rodištěm olympijského vítěze v rozporu na kruzích z Berlína roku 1936 Aloise Hudce.

## Historie

### První písemná zmínka
První zápis o obci je datován k roku 1227, kdy račické panství náleží mocnému rodu Hrabišiců. Tehdy Kojata IV. Hrabišic, odkázal vsi Račice a Drnovice svým příbuzným Eufemii a Svatochně. Svatochna svým sňatkem přinesla toto panství věnem do rukou rodu Švábeniců.
Střediskem statku byl ponejprv hrad Drnovice a poté Račický hrad postavený v letech 1275–1285. V roce 1285 se po něm poprvé píše Milota ze zmíněného rodu pánu ze Švábenic. Lze proto předpokládat, že hrad nechal vybudovat právě on. Do roku 1312 patřil hrad loupežnému rytíři Fridúši z Linavy. Tohoto roku hrad oblehl král Jan Lucemburský. Použil k tomu horníky k podkopům a donutil tak Fridúše ke vzdání. Podle vůle krále Jana byl tehdy celý račický hrad pobořen.

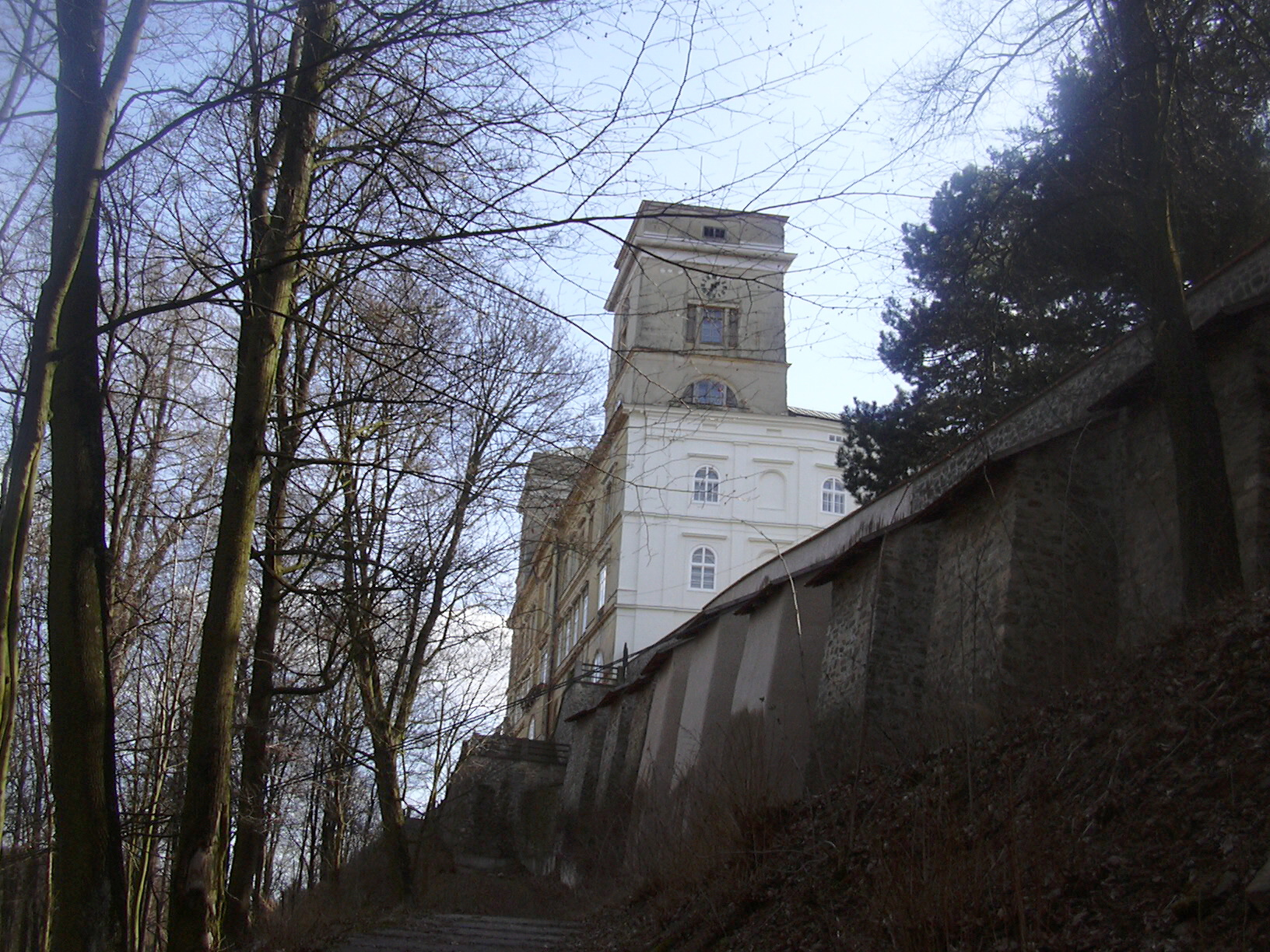
Račický zámek

Od roku 1346 je hrad i račické panství v držení pánů z Lipého. V roce 1350 drží hrad Račice Jindřich, syn Jindřicha z Lipého, který postupuje hrad náhradou synům Čeňka z Pirkštejna.
Do rukou pánů ze Šternberka se panství dostává okolo roku 1350. Z výroku soudu z roku 1375 musel biskup Albrecht Aleš ze Šternberka odevzdat panství račické s hradem i vsí pod hradem Petrovi ze Šternberka. Pánům z Kravař dává v podrůčí panství račické Markvart ze Šternberka v roce 1399.

### Rod pánů z Kravař
Petr z Kravař, jehož purkrabím byl v roce 1409 jistý Vítek z Ojnice, zemřel roku 1411 a po něm zdědil račické panství jeho syn Jindřich z Kravař a Plumlova. Ten však zemřel předčasně v bitvě pod Vyšehradem, a tak panství zdědil jeho bratranec Petr z Kravař a Strážnice, který stranil husitům. Proto roku 1422 vojsko olomouckého biskupa Jana XII. Železného dobylo račický hrad. Poté na čas drželi Račice i s hradem, patrně úchvatem, Petr z Konice a Vok V. z Holštejna. Posléze nabyl zpět panství Petrův syn Jiří z Kravař. Po jeho smrti roku 1466 dostala svůj díl Račic jeho dcera Kunka z Kravař. Jejím manželem byl Václav z Boskovic, který brzy zemřel a tak roku 1510 Kunka odkázala račické panství svému synovi Ladislavovi z Boskovic. Po jeho smrti zdědil Račice Kryštof z Boskovic, který začal otcovy majetky rozprodávat. Račické panství přenechal Jakobu Šarovcovi ze Šarova a posléze ho získal Jan Černohorský. Během uherských válek na konci roku 1468 obsadilo račický hrad vojsko Matyáše Korvína.

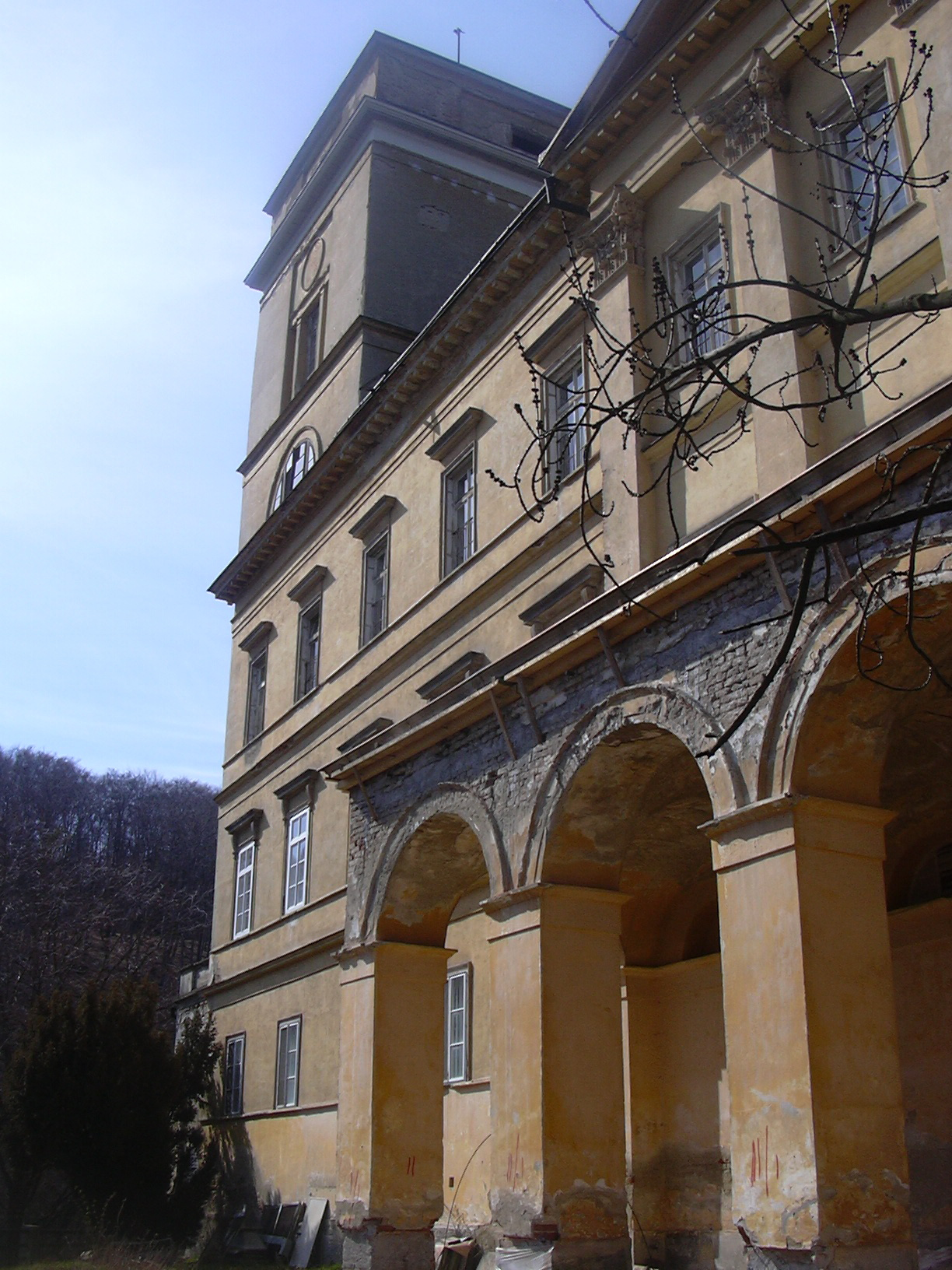
Jedna ze čtyř věží račického zámku

Janův syn Jetřich Dobeš Černohorský z Boskovic prodává roku 1563 Račice Janu Jetřichovi z Boskovic. Poté panství získává jako dědictví Janův bratranec Albrecht Černohorský z Boskovic. Roku 1568 se díky Zuzaně Černohorské dostává zboží račické do rukou Haugviců z Boskovic. V letech 1568–1585 nechal Hanuš Haugvic přestavět hrad Račice na renesanční zámek. Dalším majitelem se stal Bernard Petřvaldský z Petřvaldu, jemuž Račice přenechali bratři Haugvicové Hanuš a Jáchym.

### Hanuš Petřvaldský z Petřvaldu
Bernardův synovec Hanuš Petřvaldský z Petřvaldu nechal na zámku provést rozsáhlé úpravy. Budovu zámku nechal zvýšit na dvě poschodí ukončené čtyřmi věžemi ozdobenými lucernami. Hanuše také připomíná na zámku pamětní deska s jeho životopisem. Hanuš se zúčastnil stavovského povstání proti Habsburkům a po prohrané bitvě na Bílé hoře byli vůdcové povstání zatčeni a krutě potrestáni. Hanuši Petřvaldskému z Petřvaldu byl veškerý jeho majetek zkonfiskován a on sám zemřel ve vězení na Špilberku. Panství račické pak koupil Karl Willinger ze Schonenperku, který je následně prodává v roce 1623 Šimonovi Kratzerovi ze Schonsperku a ten na to roku 1630 slezskému komornímu radovi Horaciovi Forno. Jeho syn Karel František Forno roku 1670 prodal panství račické hraběti Julianu Braida-Ronsecca et Corigliano, jenž pocházel z Kalábrie v neapolském království.

### Rod Braidů

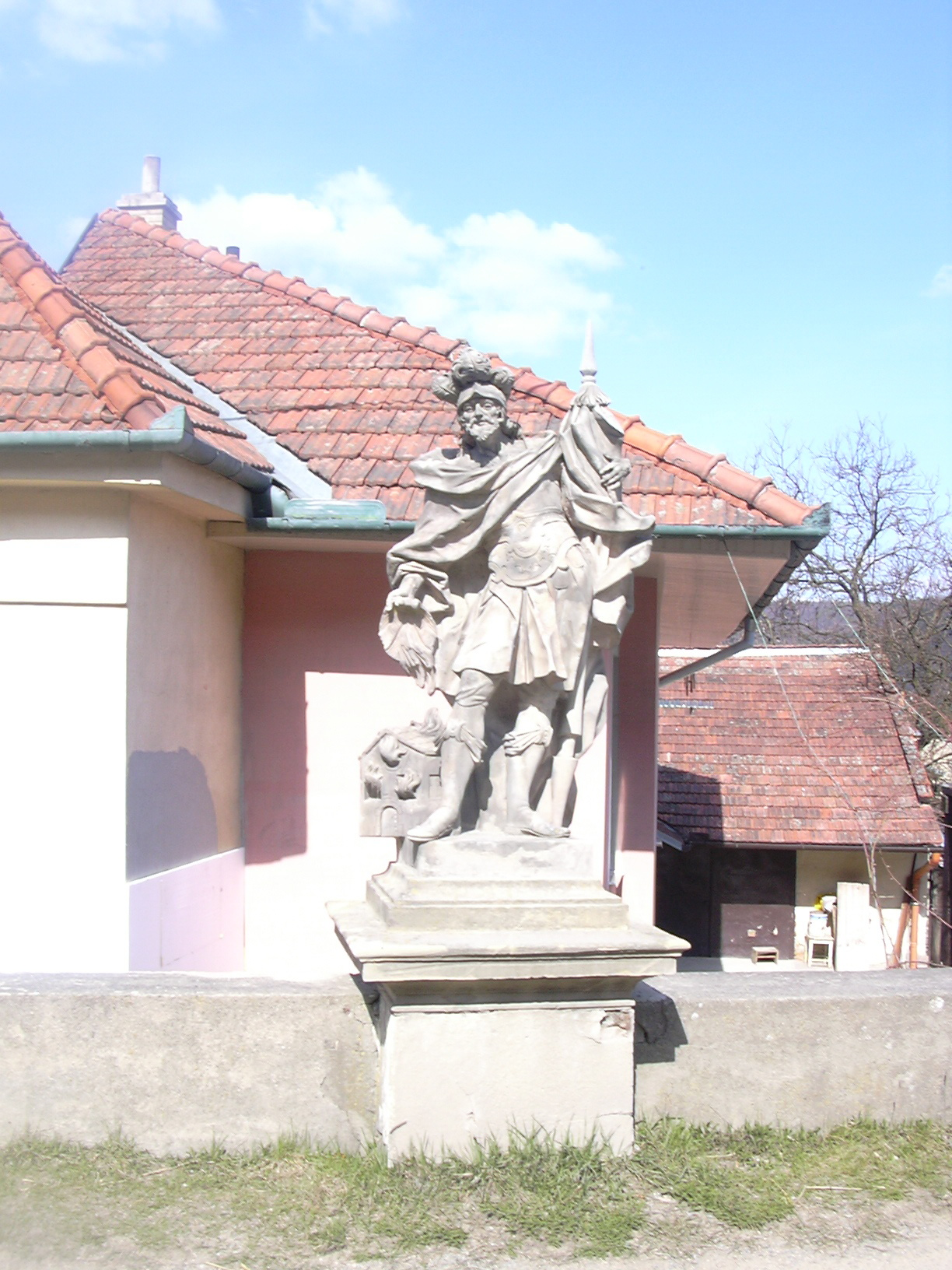
Most U svatých socha sv. Floriána

Neapolský rod Braidů vlastnil Račice po dlouhých 130 let (1670–1800). Jejich erb je stále patrný nad vchodem do drnovického kostela, kde je také rodinná hrobka Braidů. Významným pro rozvoj Račic se stal Antonín Pavel Braida po němž tu zůstalo několik vzácných barokních památek pocházejících od sochaře A. J. Heinze. A to socha Immaculaty na náměstí, sochy sv. Vendelína a sv. Floriána a dva kamenné kříže. Jeden při silnici k Pístovicím, druhý u silnice vedoucí do Ruprechtova. Svým dědicům zanechal rozsáhlý majetek, kterého se ujal jeho nejstarší syn z prvního manželství Karel Antonín. Ten pak prodává zboží račické Janu Františku Heinischovi z Haydenburku. V roce 1802 je majitelem Jan Huška z Račitzburku a v roce 1830 Antonín Hermann.

### V nájmu barona Mundyho

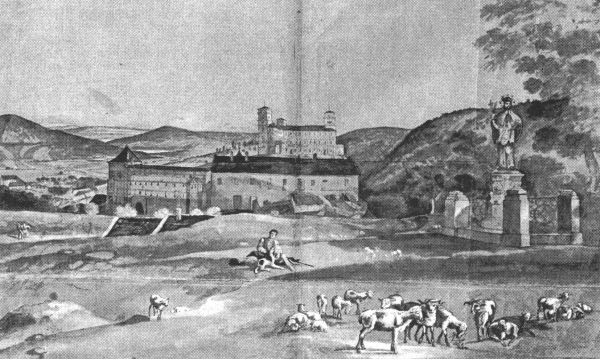
Račice roku 1846

Na počátku 19. století měl v nájmu panství baron Vilém Mundy, který pocházel z údolí Monchau v Německu. Původně byl tkalcovským mistrem, který díky své podnikavosti velmi zbohatl a za své zásluhy byl povýšen císařem do šlechtického stavu. Na račickém panství provedl řadu úprav a změn. Mimo jiné zavedl na velkostatku chov ovcí (2200 kusů) a vlnu prodával do tkalcoven v Podomí a v Pístovicích. V roce 1864 však zámek prodal a jeho novým majitelem se stal Eduard von Kramsta (1864–1874). Vlastníkem byl však pouze deset let, jelikož po tragické smrti svého jediného syna, jenž byl smrtelně postřelen při lovu na jeleny, ho v Račicích již nic nedrželo. Památkou na tuto událost byl dřevěný kříž, který se tyčil na skále naproti zámku, kde k tragédii došlo.
Dalším majitelem račického zámku se stal baron Palm (1874–1894), jenž prodal panství vídeňskému průmyslníkovi Pavlovi rytíři ze Schollerů, v jehož rodinném majetku zůstal zámek až do roku 1945. 24. září 1938, v době Mnichovské krize, byl na račický zámek přemístěn hlavní štáb československé armády včetně hlavního velitele mobilizovaných sil ČSR generála Ludvíka Krejčího.
V roce 1945 byl zámek vyvlastněn na základě tzv. Benešových dekretů a přešel pod národní správu. V roce 1947 převzal budovu národní podnik Oděvní průmysl Prostějov, který zde zřídil rekreační středisko pro své zaměstnance. V padesátých letech 20. století připadla budova ministerstvu vnitra, které zde umístilo jednotku vnitřní stráže. Od roku 1959 se do zámku přemístila zvláštní škola z Vyškova, která zde sídlí dodnes.
Dalším historickým mezníkem Račic byl rok 1960, kdy došlo k sloučení s Pístovicemi v jednu obec nazvanou Račice-Pístovice. V roce 1996 byla zahájena výstavba čistírny odpadních vod. V roce 1999 začala plynofikace obou částí obcí, která byla v následujícím roce dokončena. Dnes je obec součástí mikroregionu Drahanská vrchovina. Stojí tu základní škola dvoutřídka, mateřská škola, obecní úřad a pošta.

## Obyvatelstvo

### Struktura
Vývoj počtu obyvatel za celou obec i za jeho jednotlivé části uvádí tabulka níže, ve které se zobrazuje i příslušnost jednotlivých částí k obci či následné odtržení.
| Místní části   | Místní části | 1869 | 1880 | 1890 | 1900 | 1910 | 1921 | 1930 | 1950 | 1961 | 1970 | 1980 | 1991 | 2001 | 2011 |
| -------------- | ------------ | ---- | ---- | ---- | ---- | ---- | ---- | ---- | ---- | ---- | ---- | ---- | ---- | ---- | ---- |
| Počet obyvatel | část Račice  | 809  | 861  | 942  | 929  | 953  | 909  | 876  | 897  | 914  | 835  | 736  | 625  | 633  | 629  |
| Počet domů     | část Račice  | 128  | 135  | 146  | 150  | 173  | 177  | 208  | 252  | 374  | 237  | 218  | 256  | 273  | 282  |

## Pamětihodnosti
- Kostel Zvěstování Páně – filiální (dříve farní) kostel, jenž byl zřízen v roce 1773 Antonínem Pavlem Braidou z hradní kaple pocházející z přelomu 15. a 16. století.
- Zámek Račice – byl postaven na místě bývalého hradu v letech 1275–1285. Hrad nechaly postavit neteře Kojaty z Hněvína Eufemie a Svatochňa. Hrad byl v letech 1568–1585 Hanušem Haugvicem přestavěn na renesanční zámek a v 30. letech 19. století baronem Mundym empírově upraven. Po roce 1945 sloužil zámek jako rekreační středisko a od roku 1959 je v něm zvláštní škola internátní a odborné učiliště.
- Socha Immaculaty (Neposkvrněné Panny) – stojící na náměstí v Račicích od roku 1744. Autorem sochy je olomoucký barokní sochař Jiří Antonín Heinz. Sochu nechal pořídit Antonín Pavel Braida. V roce 2000 byla socha poškozena zcizením kartuše.
- Most U svatých – z roku 1744. Je ozdoben dvojicí barokních soch typických venkovských patronů svatého Floriana a Vendelína. Most má též 4 piniové šišky. Dvě z nich jsou zřízeny až v roce 1999.
- Socha Panny Marie – stojí na křižovatce mezi Račicemi a Pístovicemi. Zřízena byla na náklady obce v roce 1838.
- Kaple Nejsvětější Trojice – při vjezdu do Račic z roku 1780, kdy byl vedle ní zřízen hřbitov. Uvnitř kaple je kopie Rubensova obrazu Nejsvětější Trojice.
- Pískovcová kašna – stojí na zámeckém nádvoří od roku 1598. Je vytesaná z jednoho kusu pískovce a autorem je pravděpodobně G. Gialdi.
- Zámecký park – obsahuje 65 druhů nejrůznějších stromů a rostlin
- Hradní příhradek – (bývalá myslivna) byl vybudován kolem roku 1600 Hanušem Petřvaldským z Petřvaldu.

## Školství a kultura

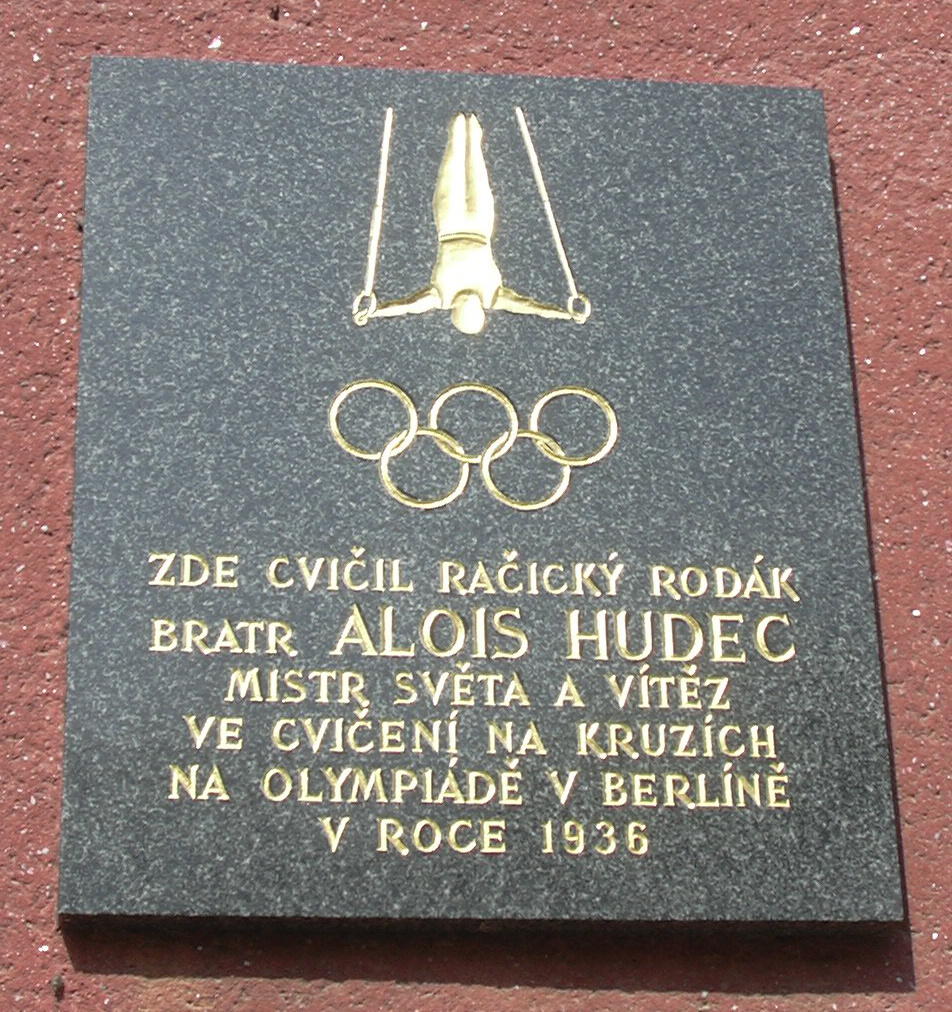
Pamětní deska na račické sokolovně

Škola v Račicích původně stávala na nádvoří račického zámku. V roce 1847 byla postavena nová škola v obci, rozšířena na dvojtřídku byla v roce 1885. Další rozšíření na trojtřídní nastalo roku 1907. Mateřská škola byla v obci zřízena roku 1947. Nynější škola nese název Základní škola a mateřská škola Račice-Pístovice, příspěvková organizace(od roku 2006). Jejím zřizovatelem je obec Račice-Pístovice. Dále byla v obci od roku 1959 Zvláštní škola internátní, a to i učňovská sídlící na račickém zámku s přesným názvem Základní škola, Odborné učiliště a Dětský domov. Zřizovatelem byl Krajský úřad Jihomoravského kraje. V květnu 2016 došlo ke zrušení této školy a celý areál zámku je v současnosti na prodej za cenu 24 miliónů Kč.
Pro sportovní aktivity lze využít využít sokolovnu TJ Sokol, ve které cvičíval olympijský vítěz v rozporu na kruzích z Berlína roku 1936 Alois Hudec. Obec pořádá regionální sportovní akce, jako jsou turnaje ve fotbale či výšlapy a turistické akce v rámci TJ Sokol Račice. Tradici zde má i požární sport v zastoupení SDH Račice.
V obci funguje fotbalový a gymnastický klub v rámci TJ Sokol Račice.